# Forte Christian
Forte Christian é um forte construído pelos dano-noruegueses em Charlotte Amalie,Saint Thomas, nas Ilhas Virgens Americanas. 
Construído entre 1672 e 1680, no início do primeiro estabelecimento colonial bem-sucedido na ilha, o forte serviu como um ponto de defesa e administração durante todo o período da administração dinamarquesa e, posteriormente, norte-americana com a venda das ilhas aos Estados Unidos. Atualmente, abriga o Museu St. Thomas, que guarda artefatos e arte do período Dano-Norueguês. Foi designado um marco histórico nacional dos EUA em 1977.